# روبي روز
روبي روز لانجهام (بالإنجليزية: Ruby Rose)‏ (مواليد 20 مارس 1986) وتعرف أيضا بـ روبي روز عارضة أزياء استرالية و دي جي و فنانة تسجيلية وممثلة سينمائية وشخصية تلفازية مشهورة.

## حياتها المهنية
ظهرت روز في السلسلة الأولى من تحدث عن جيلك ‏ للتكلم عن جيل الألفية بجانب الممثل الكوميدي جوش توماس. في عام 2015 تم ترشيحها في دور ابيجيل في فيلم ريزدنت إيفل: ذي فاينال شابتر. تم اختيارها في عام 2008 للتمثيل في فيلم كوميدي أسترالي بعنوان جناح فلور. ولمع نجمها إلى جانب كرستينا ريتشي وجاك تومسون (ممثل) في عام 2013 من خلال مشاركتها في فيلم اراوند ذا بلوك. في عام 2015 انضمت إلى فريق عمل اورانج از ذا نيو بلاك في موسمه الثالث لعبت فيه دور جديد لشخصية ستيلا كارلين

## أعمال

### أفلام
| عام  | عنوان                           | وظيفة            | ملاحظات                                         |
| ---- | ------------------------------- | ---------------- | ----------------------------------------------- |
| 2013 | حول الكتلة                      | هانا             |                                                 |
| 2014 | تحرر                            | نفسها            | فيلم قصير                                       |
| 2016 | الأغنام والذئاب                 | بيانكا (صوت)     | اللغة الإنجليزية يصفه                           |
| 2016 | الشر المقيم: الفصل الأخير       | أبيجيل           |                                                 |
| 2017 | إكس إكس إكس: عودة إكساندر كايج  | أديل وولف        | رشحت - جائزة اختيار المراهقين لأفضل ممثلة: أكشن |
| 2017 | جون ويك: الفصل 2                | آريس             |                                                 |
| 2017 | الملعب المثالي 3                | مصيبة            |                                                 |
| 2018 | ميج                             | جاكس القطيع      |                                                 |
| 2020 | أكاديمية كرانستون: منطقة مونستر | ليز (صوت)        |                                                 |
| 2020 | الحارسة                         | علي              |                                                 |
| 2021 | ساس: نشرة حمراء                 | نعمة أو وقت سماح | مرحلة ما بعد الإنتاج                            |
| 2021 | فانكويش                         | فيكتوريا         | التصوير                                         |

## روابط خارجية
- روبي روز على موقع IMDb (الإنجليزية)
- روبي روز على موقع ميتاكريتيك (الإنجليزية)
- روبي روز على موقع قاعدة بيانات الأفلام العربية
- روبي روز على موقع ألو سيني (الفرنسية)
- روبي روز على موقع ميوزك برينز (الإنجليزية)
- روبي روز على موقع تيرنر كلاسيك موفيز (الإنجليزية)
- روبي روز على موقع أول موفي (الإنجليزية)
- روبي روز على موقع قاعدة بيانات الأفلام السويدية (السويدية)
- روبي روز على موقع ديسكوغز (الإنجليزية)
- روبي روز على موقع قاعدة بيانات الفيلم (الإنجليزية)